# Louis Leterrier
Louis Leterrier (Parijs, 17 juni 1973) is een Frans filmregisseur. Hij debuteerde in 2002 met het Franse The Transporter (Le Transporteur), waarin Corey Yuen hem bijstond voor de actiegedeeltes. In 2005 vervolgde hij individueel zijn regiecarrière met Transporter 2 (Le transporteur II) en Unleashed (alias Danny the Dog).
Leterrier werkt bij herhaling samen aan projecten met zijn landgenoot Luc Besson, die Unleashed schreef en zowel The Transporter als opvolger Transporter 2 medeschreef. Zijn vader François Leterrier regisseerde van 1961 tot begin jaren 90 eveneens en maakte in die hoedanigheid meer dan tien (Franse) films, waaronder Goodbye Emmanuelle (1977) met de Nederlandse Sylvia Kristel in de titelrol. Hijzelf volgde zijn opleiding filmmaken aan de New York University en maakt films die hoofdzakelijk Engels gesproken worden.

## Filmografie
- Grimsby (2016)
- Now You See Me (2013)
- Clash of the Titans (2010)
- The Incredible Hulk (2008)
- Transporter 2 (2005)
- Unleashed (2005, alias Danny the Dog)
- The Transporter (2002, met Corey Yuen)
- The Dark Crystal: Age of Resistance (2019)
- Fast X (2023)

- Biblioteca Nacional de España: XX1785388
- Bibliothèque nationale de France: cb14520456q (data)
- CiNii: DA17053872
- Gemeinsame Normdatei: 129637319
- International Standard Name Identifier: 0000 0001 1472 6230
- Library of Congress Control Number: no2005069312
- Nationale Bibliotheek van Tsjechië: js20050905018
- Nederlandse Thesaurus van Auteursnamen: 287937909
- SNAC: w6nm81pb
- Système universitaire de documentation: 077447603
- Virtual International Authority File: 51924199
- WorldCat: E39PBJbRdRWWXf474y9XYkkJjC